# GS SHOP
GS SHOP(지에스 샵)은 GS리테일이 운영하는 홈쇼핑 채널이다.

## 사명변천사
- 1994~1997.2 : 한국홈쇼핑 (1995.10 하이쇼핑 채널 정식 개국)
- 1997.3~2005.3 : LG홈쇼핑
- 2005.4~2021.6 : GS홈쇼핑
- 2021.7~ : GS리테일 홈쇼핑부문으로 변경